# Tectónica de piel gruesa

Un ejemplo de tectónica de piel gruesa, en la que los cabalgamientos afectan a toda la corteza (Sistema Central español).

La tectónica de piel gruesa o tectónica de zócalo es uno de los estilos de deformación tectónica que puede ocurrir en situaciones de acortamiento de la corteza continental. Se caracteriza por la presencia de fallas que atraviesan la corteza, afectando tanto a la corteza superior como a la inferior. El término se contrapone al de tectónica de piel fina, estilo de deformación más frecuente, caracterizado por el apilamiento de cabalgamientos que afectan principalmente a la cobertera sedimentaria y en menor medida al basamento cristalino. El acortamiento cortical es menor en el estilo de deformación de piel gruesa que en piel fina.
Un ejemplo puede verse en el apilamiento de grandes fragmentos corticales que forman la estructura del Himalaya, debido a la colisión de masas de corteza continental con corteza continental, entre los cuales no es posible la subducción.